# Crackers International
Crackers International — міні-альбом англійської групи Erasure, який був випущений 28 листопада 1988 року.

## Композиції
1. Stop! – 2:55
2. The Hardest Part – 3:40
3. Stop! – 5:47
4. Knocking on Your Door – 2:57
5. She Won't Be Home – 3:28
6. Knocking on Your Door – 6:07

## Учасники запису
- Вінс Кларк - вокал
- Енді Бел - синтезатор, басс

## Позиція в чартах
| Хіт-парад       | Найвища позиція |
| --------------- | --------------- |
| Австрія         | 16              |
| Нідерланди      | 49              |
| Німеччина       | 18              |
| Нова Зеландія   | 40              |
| Швеція          | 15              |
| Велика Британія | 2               |
| США             | 73              |